# Slag bij het Tunismeer
De Slag bij het Tunismeer was een serie van gebeurtenissen van de Derde Punische Oorlog, gevochten in 149 v.Chr. tussen de Carthagers en de Romeinse Republiek.

## Eerste aanval
Toen de Romeinse consuls Manius Manilius en Lucius Marcius Censorinus hun belegeringswerken aan de kust bij Carthago maakten, zetten zij deze gescheiden op twee verschillende locaties: Manilius zette zijn kamp op de landengte die naar de stad leidde, recht voor de citadel van Byrsa, maar Censorinus zette zijn kamp op op de kust van het Tunismeer, voor de westelijke muur van Carthago. Manilius had gepland om de greppel voor de zuidelijke muur te vullen en vandaar deze muur te beklimmen, terwijl Censorinus liever ladders wilde maken voor de westelijke muur. Deze ladders konden zowel op de grond als op schepen staan. Er kwamen twee aanvallen, omdat de consuls dachten dat de Carthagers geen wapens hadden, maar ze werden verrast toen ze de bewapende burgers zagen en ze werden teruggedreven bij beide aanvallen. De twee consuls verstevigden hierna hun kamp, omdat ze goed wilden voorbereid zijn voor de komst van Hasdrubal, die op de andere kant van het Tunismeer zijn kamp gezet had.

## Verrassingsaanval op Censorinus' kamp
Nadat hij zijn kamp versterkt had, beval Censorinus zijn mannen om hout te verzamelen aan de overkant van het Tunismuur, om nieuwe belegeringswerktuigen te bouwen. De Carthaagse cavaleriecommandant Phameas, die zijn kans geroken had, overviel de soldaten terwijl ze het hout verzamelden, wat tot resultaat 500 dode Romeinen en veel verloren werktuigen had. Niettemin kon Censorinus genoeg hout verzamelen om belegeringswerktuigen en ladders te bouwen, en hij en Manilius lanceerden samen een nieuwe aanval op de stad, die weer teruggeslagen kon worden. Manilius besloot om een andere aanval op de muren vanaf de landengte te lanceren, maar Censorinus bouwde twee stormrammen, nadat hij delen van het meer had opgevuld om meer plaats te krijgen, een voor zijn vloot en een andere voor zijn grondtroepen. In de hierop volgende aanval kon Censorinus de muren breken voordat hij teruggedreven werd door de verdedigers, die het gat haastig begonnen te herstellen. Omdat ze een tweede aanval vreesden, verlieten de Carthagers de muur die nog niet volledig gerepareerd was en vielen het kamp bij het Tunismeer, waarbij ze veel schade brachten aan de belegeringswerktuigen.
De volgende dag probeerden de Romeinse troepen om door het gat in de muur te breken, maar Scipio Aemilianus die toen nog diende als een militair tribuun onder Censorinus weigerde om binnen te breken en hield zijn troepen in reserve, in plaats van hen op verschillende plaatsen voor de muren te plaatsen. Terwijl Aemilianus troepen het gevecht ontweken, leden de Romeinen zware verliezen omdat de verdedigers aanvielen vanuit de gebroken muur.

## Romeinse terugtrekking
Rond 27 juli kwam er een epidemie in Censorinus' gelederen, omdat hij zijn troepen stilstaand water van het meer had gegeven. Hierdoor verplaatste Censorinus zijn kamp naar het strand van de zee. De Carthagers, die de beweging van de Romeinse vloot zagen, maakten vuurschepen in de haven en lanceerden hen op de Romeinse vloot. De resulterende vuuraanval vernietigde het grootste deel van de Romeinse vloot. Kort hierna keerde Censorinus terug naar Rome en de aanvallen op Manilius werden steeds heviger.